# Matrimonio igualitario en Nigeria
Nigeria no reconoce el matrimonio igualitario ni las uniones civiles entre personas del mismo sexo. En el sur del país, las relaciones homosexuales entre varones pueden ser castigadas con hasta 14 años de prisión. En las zonas del norte que aplican la ley islámica (Sharía), incluso se contempla la pena de muerte. Además, cualquier persona que oficie, presencie, colabore o facilite una boda entre personas del mismo sexo puede recibir duras sanciones.

## Ley de Prohibición del Matrimonio igualitario de 2013

### Acción legislativa
En enero de 2007, el Consejo Ejecutivo Federal propuso una ley que buscaba prohibir el matrimonio entre personas del mismo sexo e instó a la Asamblea Nacional a aprobarlo urgentemente. El presidente de ese entonces, Olusegun Obasanjo, impulsó esta iniciativa tras una conferencia internacional sobre VIH y sida celebrada en Abuja en 2005. El proyecto preveía penas de hasta cinco años de prisión no sólo para quienes contrajeran matrimonio, sino también para quienes participaran, lo promovieran o simplemente lo presenciaran. También incluía la prohibición de mostrar públicamente cualquier tipo de relación afectiva entre personas del mismo sexo y restringía el derecho de adopción para gays y lesbianas.
Esta propuesta fue recibida sin mayor resistencia en el Parlamento. También buscaba sancionar a quienes hicieran activismo o formaran parte de organizaciones en defensa de los derechos de las personas LGBT+, llegando a prohibir cualquier tipo de vínculo con personas homosexuales.
En 2006, tanto el Departamento de Estado de EE. UU. como diversas organizaciones internacionales de derechos humanos criticaron duramente este proyecto por atentar contra las libertades de expresión, asociación y reunión, además de representar un obstáculo en la lucha contra el VIH y sida. En Nigeria, se calcula que alrededor de tres millones de personas viven con el virus. El proyecto, sin embargo, no fue aprobado antes de las elecciones de 2007.
Una versión similar del proyecto fue presentada nuevamente en 2013. Este texto establecía penas de hasta 10 años de cárcel para quienes participaran en clubes u organizaciones homosexuales o mostraran públicamente afecto entre personas del mismo sexo. Esta vez, la ley fue aprobada sin mayores objeciones y firmada por el entonces presidente Goodluck Jonathan el 7 de enero de 2014. Conocida como la Same Sex Marriage (Prohibition) Act (SSMPA), esta norma anuló cualquier contrato matrimonial entre personas del mismo sexo y penalizó el hecho de asistir o colaborar en este tipo de uniones.

### Repercusiones y arrestos
En 2014, un ciudadano, Teriah Joseph Ebah, intentó impugnar la constitucionalidad de la ley, pero el tribunal desestimó el caso por falta de legitimación. En 2018, activistas LGBT+ señalaron que, aunque la ley existe, no se habían registrado condenas por matrimonios entre personas del mismo sexo. Alegaron que la ley es confusa y que muchas veces los casos carecen de pruebas sólidas. A pesar de ello, existen denuncias que indican que la policía utiliza la ley para justificar arrestos, torturas y extorsiones. “Cuando se enteran de reuniones entre hombres, simplemente llegan y arrestan”, denunció una activista.
En Lagos, en 2018, 47 hombres fueron detenidos bajo sospecha de haber sido iniciados en un club gay, aunque ellos afirmaron que asistían a una fiesta de cumpleaños. La causa fue vista como un posible precedente legal, pero fue desestimada en 2020 por falta de pruebas. Ese mismo año, durante las protestas End SARS, activistas aprovecharon para visibilizar la situación del colectivo LGBT+.
En otros incidentes, 12 hombres fueron arrestados en 2015 en Kano por presuntamente organizar una boda gay, aunque dijeron estar preparando un cumpleaños. En 2018, 11 mujeres fueron detenidas por supuestamente planear una boda lésbica, lo cual negaron, afirmando que celebraban una reunión de su club de danza. En 2022, 19 personas fueron arrestadas bajo cargos similares, sin condenas posteriores. En 2023, la policía detuvo a 69 personas en Warri y transmitió el arresto en vivo por Facebook, a pesar de que Tribunal Superior Federal había prohibido esta práctica en 2022. También en octubre de ese año, 76 personas fueron arrestadas en Gombe por supuestamente estar involucradas en una boda entre personas del mismo sexo.

## Posicionamientos religiosos
Los defensores de la ley la justificaron desde una perspectiva religiosa o cultural, tanto cristiana como musulmana. Por otro lado, algunos críticos argumentaron que las culturas locales no eran necesariamente hostiles a estas relaciones. Por ejemplo, entre los yoruba, una sacerdotisa de Shango, conocida como ìyá ṣàngó, entra en un estado de trance donde ya no se la percibe como mujer, sino como alguien casado con la deidad, adoptando una identidad masculina. También se sabe que hombres ìyá ṣàngó vestían con ropas femeninas y llevaban peinados y maquillaje de mujer durante estas ceremonias.
En la cultura hausa, existen hombres conocidos como ƴan daudu, que presentan rasgos femeninos y se relacionan sexual o afectivamente con otros hombres. Aunque estas identidades pueden verse como parte de la diversidad sexual, no encajan del todo con las nociones occidentales de orientación o identidad de género. En los últimos años, los ƴan daudu han experimentado un aumento en la discriminación, lo cual atribuyen al avance de posturas religiosas más conservadoras.
En el caso del pueblo igbo, existe una forma tradicional de matrimonio entre mujeres, especialmente si una viuda sin hijos busca preservar su linaje y mantener sus propiedades. La mujer puede tomar una "esposa" (llamada nwunye ọkpọrọ) para asegurar su herencia y posición económica. Prácticas similares se han documentado también entre los yoruba, nupe e ijaw, y anteceden a la llegada de las misiones cristianas en el siglo XIX. Sin embargo, estas costumbres han disminuido con el avance de las iglesias cristianas y actualmente muchas mujeres ya no las apoyan.
En diciembre de 2023, el Vaticano publicó el documento Fiducia supplicans, donde permite bendecir parejas que no estén casadas según el dogma católico, incluyendo parejas del mismo sexo. Sin embargo, la Iglesia Católica en Nigeria rechazó de plano esta posibilidad. Diversos sacerdotes afirmaron que no llevarían a cabo tales bendiciones. La Conferencia Episcopal del país emitió un comunicado en el que aseguró que “no hay forma de bendecir uniones homosexuales, ya que esto contraviene la ley de Dios, la doctrina de la Iglesia, las leyes nacionales y la sensibilidad cultural del pueblo”.

## Opinión pública

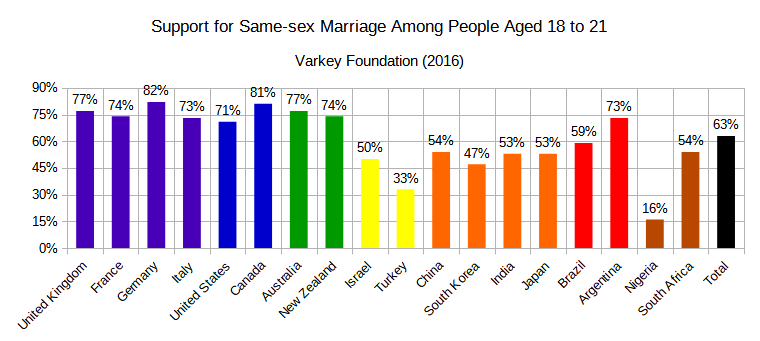
Apoyo al matrimonio igualitario entre los jóvenes de 18 a 21 años según una encuesta de 2016 de la Fundación Varkey

Una encuesta de 2015 realizada por NOIPolls junto a organizaciones defensoras de los derechos LGBT+ ( Igualdad de Derechos y la Fundación Bisi Alimi) reveló que el 87% de la población nigeriana apoyaba la ley de prohibición del matrimonio igualitario.
Otra encuesta de la Fundación Varkey, entre jóvenes de 18 a 21 años en 2016, mostró que sólo un 16% apoyaba el matrimonio igualitario en Nigeria.
Más recientemente, un sondeo del Pew Research Center en 2023 reveló que apenas el 2% de la población estaba a favor del matrimonio entre personas del mismo sexo. El 97% se oponía, y 1% no respondió. La oposición era prácticamente igual entre cristianos (97%) y musulmanes (98%).